# La Nuit des démons 2
Série
La Nuit des démons
(1988) La Nuit des démons 3
(1997)
Pour plus de détails, voir Fiche technique et Distribution.
La Nuit des démons 2 ou Demons House 2 (Night of the Demons 2) est un film américain réalisé par Brian Trenchard-Smith, sorti en DTV en 1994. C'est la suite du film La Nuit des démons, sorti six ans plus tôt.

## Synopsis
Avec le temps, les évènements épouvantables de Hull House, la maison hantée, ont fait place à des blagues sanglantes et personne ne semble plus croire en l'horrible vérité. Mais les démons des ténèbres veulent changer cette situation et préparent une fête spéciale qui marquera à jamais l'esprit des habitants de la région. Un groupe de lycéens, qui organisent une soirée, est terrorisé par l'épouvantable apparition d'Angela, la Reine des Démons. Dès lors, l'horreur s'installe et les réjouissances démoniaques dégénèrent en une orgie sanglante et diabolique...

## Fiche technique
- Titre français : La Nuit des démons 2 ou Demon House 2
- Titre original : Night of the Demons 2
- Réalisation : Brian Trenchard-Smith
- Scénario : Joe Augustyn
- Musique : Jim Manzie
- Photographie : David Lewis
- Montage : Daniel Duncan
- Production : Jeff Geoffray & Walter Josten
- Sociétés de production : Blue Rider Pictures & Republic Pictures II
- Société de distribution : Republic Entertainment
- Pays :  États-Unis
- Langue : Anglais
- Format : Couleur - Ultra Stereo - 35 mm - 1.85:1
- Genre : Horreur
- Durée : 96 min
- Date de sortie : 
  -  États-Unis : 1994 (en VHS)
- Interdit aux moins de 12 ans

## Distribution
- Cristi Harris : Bibi
- Jennifer Rhodes : Sœur Gloria
- Johnny Moran : Johnny
- Amelia Kinkade : Angela Franklin
- Robert Jayne : Perry
- Merle Kennedy : Melissa Franklin dite Mouse
- Zoe Trilling : Shirley
- Rod McCary : Le père Robert 'Bob'
- Rick Peters : Rick
- Christine Taylor : Teresa 'Terri'
- Darin Heames : Z-Boy
- Ladd York : Kurt
- Mark Neely : Albert
- Rachel Longaker : Linda
- James W. Quinn : Voix démoniaque d'Angela

## Autour du film
- Ce film est aussi connu sous le nom de Demons House 2 par certaines éditions DVD.
- L'actrice Amelia Kinkade reprend ici le rôle d'Angela. Dans le premier film, encore humaine, elle succombait avec ses amis à la possession d'un démon tapi dans la sinistre Hull House. Désormais, dans les deux volets suivants, elle apparaît en tant que maîtresse des ténèbres.